# На независимость Украины
Не поминайте лихом! Вашего неба, хлеба

нам — подавись мы жмыхом и потолком — не треба.

Нечего портить кровь, рвать на груди одежду.

Кончилась, знать, любовь, коли была промежду.
«На независимость Украины» — стихотворение русского и американского поэта Иосифа Бродского, написанное не позднее 1992 года в ответ на провозглашение независимости Украины в августе 1991 года.

## История

### Авторские исполнения
Бродский публично прочитал это стихотворение 30 октября 1992 года в еврейском центре в Пало-Алто (Калифорния) в присутствии почти тысячи человек, предварив чтение словами: «Нечто рискованное, но тем не менее я это прочту». По свидетельствам очевидцев, стихотворение было прочитано впервые. Запись этого прочтения была опубликована в 2015 году.
Также Бродский прочитал его 28 февраля 1994 года в Куинз-колледже в Нью-Йорке.

### Публикации
В середине 1990-х текст стихотворения стал публиковаться в неофициальных расшифровках, сделанных с видеозаписей его прочтения Бродским, но сам Бродский не включал его в свои сборники. В 1996 году стихотворение опубликовали киевские газеты «Столица» и «Голос громадянина»; публикация вызвала «шквал ругани».
В России, по утверждению литературного критика и публициста Владимир Бондаренко, оно впервые было опубликовано в газете «Лимонка», однако его нет в перечне опубликованных в газете стихов.
В 2008 году авторский текст был опубликован поэтессой Натальей Горбаневской с комментарием Валентины Полухиной, литературоведа и специалистки по творчеству Бродского, говорящим о том, что Бродский впервые исполнил это стихотворение 28 февраля 1994 года в Куинс-колледже.

### Рост актуальности
Интерес к стихотворению рос в 2014 году после аннексии Крыма и начала войны на Донбассе и в 2022 году после вторжения России в Украину. При этом стихотворение рассматривается как политическое заявление вне его литературного и биографического контекста.

## Вопрос авторства
Длительное время высказывались сомнения в авторстве Бродского — текст считали подделкой «под Бродского».
В качестве свидетельств подлинности приводились аудиозапись вечера в Куинс-колледже, подтверждения авторитетных исследователей творчества Бродского (таких как Лев Лосев, Виктор Куллэ и Валентина Полухина) и уверения друзей Бродского, которые лично слышали от автора чтение стихотворения (в их числе Томас Венцлова).
Окончательно сомнения в авторстве развеяла в 2015 году публикация видеозаписи выступления Бродского в еврейском центре в Пало-Альто.

## Реакция и оценки
Историк и специалист по Украине Ольга Бертельсен считает, что Бродский пишет в «словесно оскорбительной и унизительной манере» и использует «напористый и довольно агрессивный империалистический тон». Писательница Екатерина Марголис вслед за украинским автором Оксаной Забужко видит в инвективе Бродского характерный мужской комплекс отвергнутой любви, ставя это стихотворение в контекст традиционного, по её мнению, для российской культуры антифеминизма и патриархата. Как манифестацию имперской идеи, волновавшей Бродского на всём протяжении его творчества, расценивает это стихотворение филолог Михаил Лотман, оговариваясь, однако, что такая оценка не учитывает всю сложность исторических контекстов и внутреннего устройства стихотворения.
Писатель и переводчик Кит Гессен считает, что стихотворение обусловлено в первую очередь неподдельной болью за судьбу русской культуры. Филолог Олег Лекманов указывает на то, что стихотворение Бродского в некотором роде типично и воспроизводит реакцию значимой части либерально-западнических деятелей русской культуры и политики 1991—1992 гг.
Литературный критик и публицист Владимир Бондаренко называет стихотворение одним из самых лучших у Бродского, характеризует его как пророческое, «предельно искреннее, крайне эмоциональное», «трагическое, гневно прощальное» и утверждает, что оно «написано как бы от имени всего русского народа» и выражает душевную боль поэта, который «берёт на себя высочайшую ответственность от имени всех русских упрекать украинцев за их уход из единого имперского пространства». Исследователь творчества Бродского Виктор Куллэ считает, что в данном стихотворении Бродского «и близко нет» оскорбления украинцев, однако есть «раздражение… абсолютно идиотскими обвинениями, которые льются от украинцев бесконечным потоком».
Литовский поэт и друг Бродского Томас Венцлова считает стихотворение «неудачной шуткой, хулиганской выходкой, которые себе порой позволял Бродский».
В 2023 году интерпретациям стихотворения Бродского был посвящён блок материалов в журнале «Новое литературное обозрение», открывавшийся статьёй филолога Евгения Брейдо, в которой сделана попытка оспорить представление о том, что стихотворение выражает собственную позицию автора, и прочесть его как монтаж различных голосов, по аналогии с другим известным текстом Бродского этого периода, «Представление». В дальнейшем обсуждении взгляд на стихотворение как на панораму характерных для тогдашнего общества мнений и оценок, а не на манифестацию личных взглядов, поддержали поэтесса Елена Фанайлова, поэт и философ Михаил Немцев, тогда как литераторы и литературоведы Сергей Завьялов, Валерий Шубинский и Дмитрий Кузьмин расценили эту идею как безосновательную.